# Vívás az 1984. évi nyári olimpiai játékokon
Az 1984. évi nyári olimpiai játékokon a vívás az 1960-as római olimpia óta kialakult szokás szerint nyolc versenyszámból állt. Férfi vívásban egyéni és csapatversenyt tartottak mindhárom fegyvernemben, női vívásban csak tőr egyéni és csapatverseny szerepelt a programban.

## Éremtáblázat
(A rendező ország csapata eltérő háttérszínnel, az egyes számolszlopok legmagasabb értéke, vagy értékei vastagítással kiemelve.)
| Az 1984. évi nyári olimpiai játékok éremtáblázata vívásban | Az 1984. évi nyári olimpiai játékok éremtáblázata vívásban | Az 1984. évi nyári olimpiai játékok éremtáblázata vívásban | Az 1984. évi nyári olimpiai játékok éremtáblázata vívásban | Az 1984. évi nyári olimpiai játékok éremtáblázata vívásban | Olimpia  |
| ---------------------------------------------------------- | ---------------------------------------------------------- | ---------------------------------------------------------- | ---------------------------------------------------------- | ---------------------------------------------------------- | -------- |
|                                                            | Ország                                                     | Arany                                                      | Ezüst                                                      | Bronz                                                      | Összesen |
| 1.                                                         | Olaszország (ITA)                                          | 3                                                          | 1                                                          | 3                                                          | 7        |
| 2.                                                         | NSZK (FRG)                                                 | 2                                                          | 3                                                          | 0                                                          | 5        |
| 3.                                                         | Franciaország (FRA)                                        | 2                                                          | 2                                                          | 3                                                          | 7        |
| 4.                                                         | Kína (CHN)                                                 | 1                                                          | 0                                                          | 0                                                          | 1        |
|                                                            |                                                            |                                                            |                                                            |                                                            |          |
| 5.                                                         | Románia (ROU)                                              | 0                                                          | 1                                                          | 1                                                          | 2        |
| 6.                                                         | Svédország (SWE)                                           | 0                                                          | 1                                                          | 0                                                          | 1        |
|                                                            |                                                            |                                                            |                                                            |                                                            |          |
| 7.                                                         | Egyesült Államok (USA)                                     | 0                                                          | 0                                                          | 1                                                          | 1        |
|                                                            |                                                            |                                                            |                                                            |                                                            |          |
| Összesen                                                   | Összesen                                                   | 8                                                          | 8                                                          | 8                                                          | 24       |

## Érmesek

### Férfi
| Az 1984. évi nyári olimpiai játékok férfi érmesei vívásban | | | |
| Versenyszám                                                | Arany | Ezüst | Bronz |
| tőr, egyéni                                                | Mauro Numa · Olaszország (ITA)                                                                                      | Matthias Behr · NSZK (FRG)                                                                                             | Stefano Cerioni · Olaszország (ITA)                                                                      |
| kard, egyéni                                               | Jean-François Lamour · Franciaország (FRA)                                                                          | Marco Marin · Olaszország (ITA)                                                                                        | Peter Westbrook · Egyesült Államok (USA)                                                                 |
| párbajtőr, egyéni                                          | Philippe Boisse · Franciaország (FRA)                                                                               | Björne Väggö · Svédország (SWE)                                                                                        | Philippe Riboud · Franciaország (FRA)                                                                    |
| tőr, csapat                                                | Olaszország (ITA) · Mauro Numa · Andrea Borella · Stefano Cerioni · Angelo Scuri · Andrea Cipressa                  | NSZK (FRG) · Matthias Behr · Matthias Gey · Harald Hein · Frank Beck · Klaus Reichert                                  | Franciaország (FRA) · Philippe Omnès · Patrick Groc · Frédéric Pietruszka · Pascal Jolyot · Marc Cerboni |
| kard, csapat                                               | Olaszország (ITA) · Marco Marin · Gianfranco Dalla Barba · Giovanni Scalzo · Ferdinando Meglio · Angelo Arcidiacono | Franciaország (FRA) · Jean-François Lamour · Pierre Guichot · Hervé Granger-Veyron · Philippe Delrieu · Franck Ducheix | Románia (ROU) · Marin Mustaţă · loan Pop · Alexandru Chiculiţă · Cornel Marin · Vilmoş Szabo             |
| párbajtőr, csapat                                          | NSZK (FRG) · Elmar Borrmann · Volker Fischer · Gerhard Heer · Rafael Nickel · Alexander Pusch                       | Franciaország (FRA) · Philippe Boisse · Jean-Michel Henry · Olivier Lenglet · Philippe Riboud · Michel Salesse         | Olaszország (ITA) · Stefano Bellone · Sandro Cuomo · Cosimo Ferro · Roberto Manzi · Angelo Mazzoni       |

### Női
| Az 1984. évi nyári olimpiai játékok női érmesei vívásban | | | |
| Versenyszám                                              | Arany | Ezüst | Bronz |
| tőr, egyéni                                              | Luan Csü-csie (Luan Jujie) · Kína (CHN)                                                                          | Cornelia Hanisch · NSZK (FRG)                                                                               | Dorina Vaccaroni · Olaszország (ITA)                                                                                             |
| tőr, csapat                                              | NSZK (FRG) · Christiane Weber · Cornelia Hanisch · Sabine Bischoff · Zita-Eva Funkenhauser · Ute Kircheis-Wessel | Románia (ROU) · Aurora Dan · Monika Weber-Koszto · Rozalia Oros · Marcela Moldovan-Zsak · Elisabeta Guzganu | Franciaország (FRA) · Laurence Modaine · Pascale Trinquet-Hachin · Brigitte Latrille-Gaudin · Anne Meygret · Véronique Brouquier |

## Magyar részvétel
Az olimpián magyar sportolók nem vettek részt.